# Юров, Вячеслав Лукич
Вячеслав Лукич Юров (28 октября 1938, Балта, Молдавская АССР — 23 июня 2022, Симферополь) — советский и украинский хозяйственный и государственный деятель. Председатель исполкома Симферопольского горсовета (1989—1990). Заместитель председателя Совета министров АРК (1993—1994, 1998—2000).

## Биография
Родился 28 октября 1938 года в городе Балта Одесской области.
В 1956—1957 годах — маркшейдерский рабочий п/я № 5, г. Ахан-Гаран Ташкентской области. В апреле—июле 1960 года — слесарь-сантехник п/я 86/6, посёлок Первомайск Шилкинского района Читинской области. В 1960 году окончил политехнический техникум в Ленинабаде. В 1960—1961 годах — мастер, в 1961—1963 годах — начальник механических мастерских, начальник участка СМУ-7 Ленинабада. В 1963—1967 годах — прораб, старший прораб СУ-4, в 1967—1971 годах — главный инженер спецуправления № 6, в 1971—1976 годах — начальник спецуправления № 5 треста «Криворождорводстрой». В 1974 году окончил Криворожский горнорудный институт, инженер-строитель.
В 1976—1978 годах — начальник ПМК-1 комбината «Укрсовхозвинстрой» в Симферополе. В 1978—1979 годах — заместитель управляющего трестом «Крымсовхозвинстрой». В 1979—1983 годах — главный инженер, в 1983—1989 годах — управляющий трестом «Крымгидроспецстрой» в Симферополе.
С апреля 1989 года — председатель исполкома Симферопольского городского совета народных депутатов. С апреля 1990 года — председатель Симферопольского городского совета народных депутатов. С февраля 1991 года — председатель Симферопольского городского совета народных депутатов, исполкома. С июня 1993 по май 1994 года — заместитель председателя Совета министров Крыма, одновременно с сентября 1993 по июль 1994 года — председатель Государственного комитета Крыма по строительству. В 1994—1998 годах — директор совместного строительного предприятия объектов газификации. С мая 1998 по октябрь 2000 года — заместитель председателя Совета министров АРК. Государственный служащий Украины Первого ранга. В 2000—2002 годах — главный советник председателя Верховной Рады Крыма. В 2006 году — советник председателя Совета министров Крыма.
Был членом Коммунистической партии Украины. Член Крымской республиканской общественной организации ветеранов государственной службы и труда.
Скончался 23 июня 2022 года в Симферополе.

## Награды
- Орден Трудового Красного Знамени[3];
- Орден «Знак Почёта»[3];
- Орден «За заслуги» (Украина) 3-й степени[3].